# Episodi di Lay Lay - Un'amica magica (seconda stagione)
Il 28 gennaio 2022 Nickelodeon rinnova Lay Lay - Un'amica magica per una seconda stagione originariamente da 13 episodi (estesa poi a 33). La produzione inizia il 18 aprile 2022 e viene temporaneamente interrotta a causa dello sciopero degli attori. 
La stagione va in onda negli Stati Uniti dal 14 luglio 2022 al 20 marzo 2024 su Nickelodeon. 
In Italia la prima parte della stagione viene distribuita intera su Netflix il 23 febbraio 2023. la seconda parte della stagione è attualmente inedita.
| N. | Codice di prod. | Titolo originale                              | Titolo italiano                             | Prima TV USA      | Prima TV Italia (Netflix) |
| -- | --------------- | --------------------------------------------- | ------------------------------------------- | ----------------- | ------------------------- |
| 1  | 201             | Ain't That a Glitch                           | Problemi tecnici: Parte 1                   | 14 luglio 2022    | 23 febbraio 2023          |
| 2  | 202             | Ain't That a Glitch                           | Problemi tecnici: Parte 2                   | 14 luglio 2022    | 23 febbraio 2023          |
| 3  | 203             | The Burger Games                              | I Burger Games                              | 21 luglio 2022    | 23 febbraio 2023          |
| 4  | 204             | Lay Lay's Beauty Shop Day Day                 | Lay Lay e la giornata al salone di bellezza | 28 luglio 2022    | 23 febbraio 2023          |
| 5  | 205             | Lay Lay Gets a Pet Pet                        | Lay Lay adotta un animale domestico         | 4 agosto 2022     | 23 febbraio 2023          |
| 6  | 210             | Dylan and Rebecca's Cleve-Land-Land Adventure | Avventura a Cleveland                       | 15 settembre 2022 | 23 febbraio 2023          |
| 7  | 207             | Fami-Lay-Lay-Reunion                          | La riunione di famiglia                     | 22 settembre 2022 | 23 febbraio 2023          |
| 8  | 206             | Bars                                          | Questione di barre                          | 29 settembre 2022 | 23 febbraio 2023          |
| 9  | 208             | Freaky Fri-Day-Day                            | Io sono te e tu sei me                      | 13 ottobre 2022   | 23 febbraio 2023          |
| 10 | 209             | Lay Lay's Line Line Dance Dance               | Lay Lay e i balli di gruppo country         | 20 ottobre 2022   | 23 febbraio 2023          |
| 11 | 212             | Lay Lay's Par-Tay-Tay                         | Il party di Lay Lay                         | 27 ottobre 2022   | 23 febbraio 2023          |
| 12 | 213             | How Zelda Got Her Groove Back Back            | Un appuntamento per Zelda                   | 15 dicembre 2022  | 23 febbraio 2023          |
| 13 | 211             | The App Came Back                             | Il ritorno dell'app                         | 25 dicembre 2022  | 23 febbraio 2023          |
| 14 | 217             | The Packer Packer Bowl                        |                                             | 16 febbraio 2023  |                           |
| 15 | 216             | Sorori-Tay-Tay                                |                                             | 23 febbraio 2023  |                           |
| 16 | 214             | Beastie Pie                                   |                                             | 2 marzo 2023      |                           |
| 17 | 215             | Bringing Down the House House                 |                                             | 9 marzo 2023      |                           |
| 18 | 218             | Bring It On                                   |                                             | 16 marzo 2023     |                           |
| 19 | 219             | Lay Lay's Little Little                       |                                             | 23 marzo 2023     |                           |
| 20 | 220             | Judge Lay Lay                                 |                                             | 30 marzo 2023     |                           |
| 21 | 222             | Lay Lay Gets Ready to Rumble Rumble           |                                             | 6 aprile 2023     |                           |
| 22 | 223             | Ask Away-Way with Lay Lay                     |                                             | 13 aprile 2023    |                           |
| 23 | 221             | All I Want for Christmas is Lay Lay           |                                             | 20 dicembre 2023  |                           |
| 24 | 224             | Those Girls Lay Lay                           |                                             | 19 febbraio 2024  |                           |
| 25 | 225             | Sooth-Sadie                                   |                                             | 21 febbraio 2024  |                           |
| 26 | 226             | Lay Lay Goes Away-Way                         |                                             | 28 febbraio 2024  |                           |
| 27 | 227             | Out the App 2: E-Lay Lay-tric Boogaloo        |                                             | 28 febbraio 2024  |                           |
| 28 | 228             | Granny Fae Fae's Back to Play Play            |                                             | 6 marzo 2024      |                           |
| 29 | 231             | School of Rap                                 |                                             | 6 marzo 2024      |                           |
| 30 | 229             | One Mo Bo                                     |                                             | 13 marzo 2024     |                           |
| 31 | 230             | Adventures in Parent-Sitting                  |                                             | 13 marzo 2024     |                           |
| 32 | 232             | Toothaches & Chofma Breaks                    |                                             | 20 marzo 2024     |                           |
| 33 | 233             | Power to the People People                    |                                             | 20 marzo 2024     |                           |